# Holly Randall
Pour les articles homonymes, voir Holly et Randall.
Holly Randall, née le 5 septembre 1978 à Hollywood, est une photographe américaine qui exerce dans les milieux de l'érotisme et de la pornographie. 

## Biographie

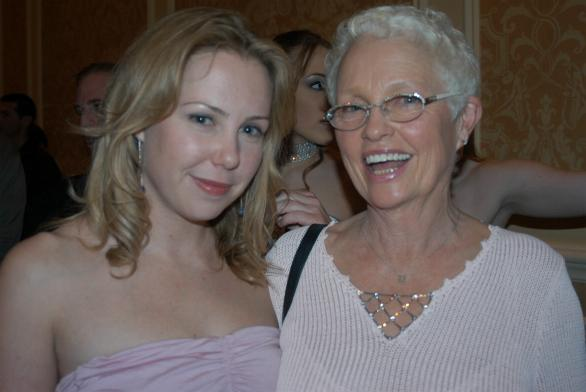
Holly et Suze Randall en 2005

Holly Randall est la fille de Suze Randall, elle-même photographe, avec qui elle travaille.
Elle a fait des études au Brooks Institute of Photography.

## Publications
- 2009 : Erotic Dream Girls. Goliath Books (en)  (ISBN 978-3-936709-39-1).
- 2011 : Kinky Nylons. Goliath Books  (ISBN 3936709505 et 978-3936709506).
- 2014 : Totally Nude Hotties 2015 Sexy Babes Wall Calendar. Sirens Publishing  (ISBN 1890028630 et 978-1890028633).
- 2015 : Totally Nude Hotties 2016 Wall Calendar. Sirens Publishing  (ISBN 189002872X et 978-1890028725).
- 2015 : Kinky Lingerie Girls. Goliath Books  (ISBN 3957300061 et 978-3957300065).